# جيمس بورتون كوفمان
جيمس بورتون كوفمان (بالإنجليزية: James Burton Coffman)‏ هو موظف مدني أمريكي، ولد في 24 مايو 1905، وتوفي في 30 يونيو 2006.